# Helina prima
Helina prima är en tvåvingeart som först beskrevs av Malloch 1921.  Helina prima ingår i släktet Helina och familjen husflugor. Inga underarter finns listade i Catalogue of Life.